# Зафар Али Хан
Зафар Али-Хан (урду ظفر علی خان‎;
1873—1956) также известный как Маулана Зафар Али-хан — писатель
, поэт, переводчик и журналист. Он сыграл важную роль в пакистанском анти-британском движении.

### Отрочество и образование
Зафар родился в семье Джанджуа в Кот Миратх, в маленькой деревне в округе Сиалкот, который в то время был частью Британской Индии. Он получил своё раннее образование в средней школе христиан, в Вазирабаде, округ Гуджранвала и десятый класс окончил в старшей школе в Патияле, а затем окончил колледж в Алигарх с отличием. Далее, он работал в почтовом отделении, на том же месте, где работал его отец, но ушел в отставку спустя некоторое время.. После этого он ещё раз поступил в колледж Алигарх и получил степень бакалавра.

### Карьера
После окончания школы, Хан был назначен секретарем Мухсин-уль-Мульк, в Бомбее. Затем он некоторое время работал в качестве переводчика в Хайдарабаде Декан, поднявшись на должность секретаря, Департамента внутренних дел. Он вернулся из Хайдарабада и начал свою ежедневную газету Заминдар в Лахоре, которая была основана его отцом маулави Сираджуддином Ахмад.
Дядя Мауляны Зафар Али Хана, Гуссейн Абдулла Мухаммад Хан (ум. 26 апреля 1935) был ученым ахмадие Лахора . Два сына этого дяди, Гуссейн Мустафа Хасан Хан и Маулана Хасан Хан Муртаза были видными писателями и миссионерами ахмадие Лахора и. Гуссейн Зафар Али-хан сам поддерживал ахмадие и Мирзу Гулама Ахмада и написал много статьей в его поддержку. Однако, в 1930-х годах он стал противником ахмадие, и начал борьбу против них используя свою газету Заминдара.

### Поэзия
Интерес хана к поэзии начался в детстве. Его стихи имели характер религиозного и политического настроения. Он хорошо разбирался в импровизированных композициях. Его список поэтических произведений включает в себя Бахаристан, Нигаристан и Чаманистан. Его другие работы: Марка-Мазаб-о- Саинс, Галба-э-рум, Сайр-э-Зулмат и опера Джанг-э-Рус-о-Джапан.

### Смерть
Он умер 27 ноября 1956 года в своем родном городе Карамабад, недалеко от Вазираабада, Пенджаб. Его друг Мухаммад Абдул Гафур Хазарвы прочитал за него заупокойную молитву.

### Памятники и наследие
В его честь спортивный стадион Сахивала был переименован в стадион Зафар Али. Этот стадион используется для игры в футбол и крикет. Стадион имеет 10000 мест для болельщиков.
Он служил в движении Пакистана и был таким известным журналистом, что народ признал его в качестве «отца урду журналистики». Когда Зафар Али Хан был редактором газеты Заминдар, тогда её считали газетой мусульман.